# Избори за предсједника Републике Српске 1996.
Избори за предсједника Републике Српске 1996. одржани су 14. септембра као дио општих избора у БиХ. За предсједника је изабрана Биљана Плавшић, а за потпредсједника Драгољуб Мирјанић. Број важећих гласова био је 1.075.581, а неважећих 53.320.

## Резултати
| Кандидат за предсједника                           | Кандидат за потпредсједника | Политички субјекат              | Гласови   | %      |
| -------------------------------------------------- | --------------------------- | ------------------------------- | --------- | ------ |
| Биљана Плавшић                                     | Драгољуб Мирјанић           | Српска демократска странка      | 636.654   | 59,2   |
| Абид Ђозић                                         | Мевлудин Сејменовић         | Странка демократске акције      | 197.389   | 18,3   |
| Живко Радишић                                      | Неђо Ђурић                  | Народни савез за слободан мир   | 168.024   | 15,6   |
| Предраг Радић                                      | Драгомир Грубач             | Демократски патриотски блок РС  | 44.755    | 4,2    |
| Славко Лисица                                      | Којо Гајић                  | Српска патриотска странка       | 20.050    | 1,9    |
| Љиљана Перић                                       | Милорад Милаковић           | Странка српског јединства       | 5.642     | 0,5    |
| Драган Ђокановић                                   | Ђурађ Давидовић             | Демократска странка федералиста | 3.067     | 0,3    |
| Укупно важећи гласови                              | Укупно важећи гласови       | Укупно важећи гласови           | 1.075.581 | 100,00 |
| Неважећи гласови                                   | Неважећи гласови            | Неважећи гласови                | 53.320    | -      |
| Извор: Статистички годишњак Републике Српске 2013. |                             |                                 |           |        |